# Sesleria Bielza
Sesleria Bielza (Sesleria bielzii Schur) – gatunek rośliny z rodziny wiechlinowatych (Poaceae).

## Rozmieszczenie geograficzne
Występuje tylko w Europie:  w Karpatach Wschodnich i w Karpatach Południowych: w Serbii, Czarnogórze i w paśmie Starej Płaniny. W Polsce występuje wyłącznie w Bieszczadach i znane tutaj jest tylko jedno jej stanowisko – na Kopie Bukowskiej, gdzie rośnie na wysokości 1290–1320 m n.p.m. W Karpatach Południowych została początkowo opisana jako podgatunek Sesleria coerulans subsp. bielzii, jednak według nowszych ujęć taksonomicznych jest to synonim seslerii Bielza.

## Morfologia
ŁodygaŹdźbło do 40 cm wysokości.
LiścieNiebieskozielone, o szerokości 1-3 mm.
KwiatyZebrane w kłoski, te z kolei zebrane w szarobłękitną wiechę o długości 15-21 mm i szerokości 5-10 mm. Plewa o długości 4-5 mm z ością o długości 1,5-2,2 mm. Plewki gęsto owłosione, długości 3,5-4,5 mm.

## Biologia i ekologia
Bylina, hemikryptofit. Rośnie w murawach naskalnych. Kwitnie od maja do lipca. Liczba chromosomów 2n=56.

## Zagrożenia
Kategorie zagrożenia gatunku:
- Kategoria zagrożenia w Polsce według Czerwonej listy roślin i grzybów Polski (2006)[6]: R (rzadki); 2016: CR (krytycznie zagrożony)[7].
- Kategoria zagrożenia w Polsce według Polskiej Czerwonej Księgi Roślin (2001): VU (narażony na wymarcie); 2014: CR (krytycznie zagrożony)[8].

Jedyne w Polsce stanowisko tego gatunku znajduje się na chronionym obszarze Bieszczadzkiego Parku Narodowego i jest monitorowane. Z nasion wyhodowano siewki uprawiane w ogródku tego parku w Suchych Rzekach. W latach 2004–2007 udało się też rozszerzyć na Kopie Bukowskiej stanowisko o około 300 nowych okazów wyhodowanych z nasion.